# Stigmidium congestum
Stigmidium congestum är en lavart som först beskrevs av Körb., och fick sitt nu gällande namn av Triebel 1991. Stigmidium congestum ingår i släktet Stigmidium och familjen Mycosphaerellaceae.  Arten är reproducerande i Sverige. Inga underarter finns listade i Catalogue of Life.